# 디 아카데미 이즈...
디 아카데미 이즈...(The Academy Is...)는 미국의 록 밴드이다.